# ArtNetLab
ArtNetLab je Društvo za povezovanje umetnosti in znanosti, ki je delovalo od leta 2000 (formalno je bilo ustanovljeno leta 2003) do leta 2015. 
Nastalo je iz interdisciplinarne povezave dveh članic
Univerze v Ljubljani: Akademije za likovno umetnost in oblikovanje (podiplomski študij Videa in novih medijev, ki ga je vodil prof. Srečo Dragan) in 
Fakultete za računalništvo in informatiko (predmeti prof. dr. Franca Soline, v sodelovanju z Laboratorijem za računalniški vid).
Društvo je nudilo produkcijsko podporo novomedijskim projektom svojih članov med študijem in po študiju. Prvi predsednik društva ArtNetLab je bil Dušan Bučar, v letih 2004-2015 sta društvo vodila predsednik Aleš Vaupotič in 
podpredsednica Narvika Bovcon. 
Društvo ArtNetLab je bilo v letih 2004-06 nosilec programa na področju intermedijskih umetnosti pri Ministrstvu za kulturo RS; 
v okviru programa je bilo društvo ArtNetLab glavni organizator 10., 11. in 12. Mednarodnega festivala računalniških umetnosti v Mariboru (MFRU). 
Leta 2007 je organiziralo 13. Mednarodni festival videa in novih medijev v sodelovanju z Mestno galerijo v Ljubljani. 
Na omenjenih festivalih v organizaciji ArtNetLaba je glavno selekcijo kuriral
Peter Weibel.
Leta 2008 je ArtNetLab ustanovil mednarodni festival novomedijske umetnosti Speculum Artium (v Mestni galeriji v Ljubljani), 
ki ga je naslednje leto prevzel Delavski dom Trbovlje v okviru programa Trbovlje novomedijsko mesto.
ArtNetLab je poleg mednarodnih festivalov računalniških umetnosti organiziral tudi številne razstave svojih članov v Sloveniji in v tujini 
(Zagreb, Beograd, Gradec, Milano, Benetke, Padova, Berlin, Frankfurt na Majni, Karlsruhe, London, Pariz, Kassel). 
V okviru ArtNetLaba so poleg že naštetih ustanoviteljev delovali večletni člani Borut Batagelj, Matjaž Jogan, Tilen Žbona, Gorazd Krnc, Vanja Mervič, Dominik Mahnič, Marko Glavač,
Evelin Stermitz,
Peter Ciuha, Klemen Gorup, Eva Lucija Kozak, Jure Fingušt Prebil, Dominik Olmiah Križan, in v okviru podiplomskega študija tudi številni slovenski in tuji novomedijski umetniki, med njimi: 
Zoran Poznič, Ines Krasić,
Alen Floričić,
Kristina Horvat Blažunović, Robert Černelč, Žiga Kariž, Sašo Sedlaček, Dorian Španzl, Arven Šakti Kralj Szomi, Boštjan Lapajne, Boštjan Kavčič, Ana Schaub, Nadav Sagir, Martina Zelenika, Robert Caglič, Vana Gaćina, Vedran Vražalić, Matija Jašarov, Mirjana Batinić, Iztok Holz, Vesna Čadež, Gašper Demšar, Joanna Zając-Slapničar, Slađana Mitrović, Živa Kalaš, Ana Grobler, KitschArt, Eclipse in drugi.

## V medijih
- Skupina ArtNetLab v Parizu. MMC RTV SLO, 15. september 2007.
- Razstava Podatki in predmeti: ArtNetLab v Mestni galeriji Ljubljana. ventilator besed, 14. december 2009.
- Lori Waxmans Kunstkritik: ArtNetLab. HNA, 13. junij 2012.
- Video, et gaudeo, razstava ob 15-letnici ArtNetLaba. RTV SLO, oddaja Kultura, od 2:50 naprej, 2. december 2014.
- Video, et gaudeo. Napovednik, 1.12.2014 - 15.12.2014.